# نادي الدوحة للغولف
نادي الدوحة للغولف يقع في في الدوحة، قطر هو يتكون من 18 حفرة بطول 7،374 قدم و72 مستوى وصممه بيتر هارادين. نادي الدوحة للغولف هو أيضا من أوائل ملاعب الغولف العشبية في الشرق الأوسط. النادي مفتوح لغير الأعضاء ولديه 2808 قدم من الدورات ثلاثة مطاعم ومتجر للغولف.
يستضيف النادي بطولة قطر ماسترز للجولف.

## مدراء النادي السابقون
- غاري مكلينشي
- غريغ هولمز
- ديفيد مورلاند

## الجغرافيا
يقع نادي الدوحة للغولف في الخليج الغربي وعلى بعد 10 كيلومتر من الدوحة عاصمة قطر.

## الملامح

### النادي
كما يضم نادي الدوحة للغولف ناديا.

### الدورات

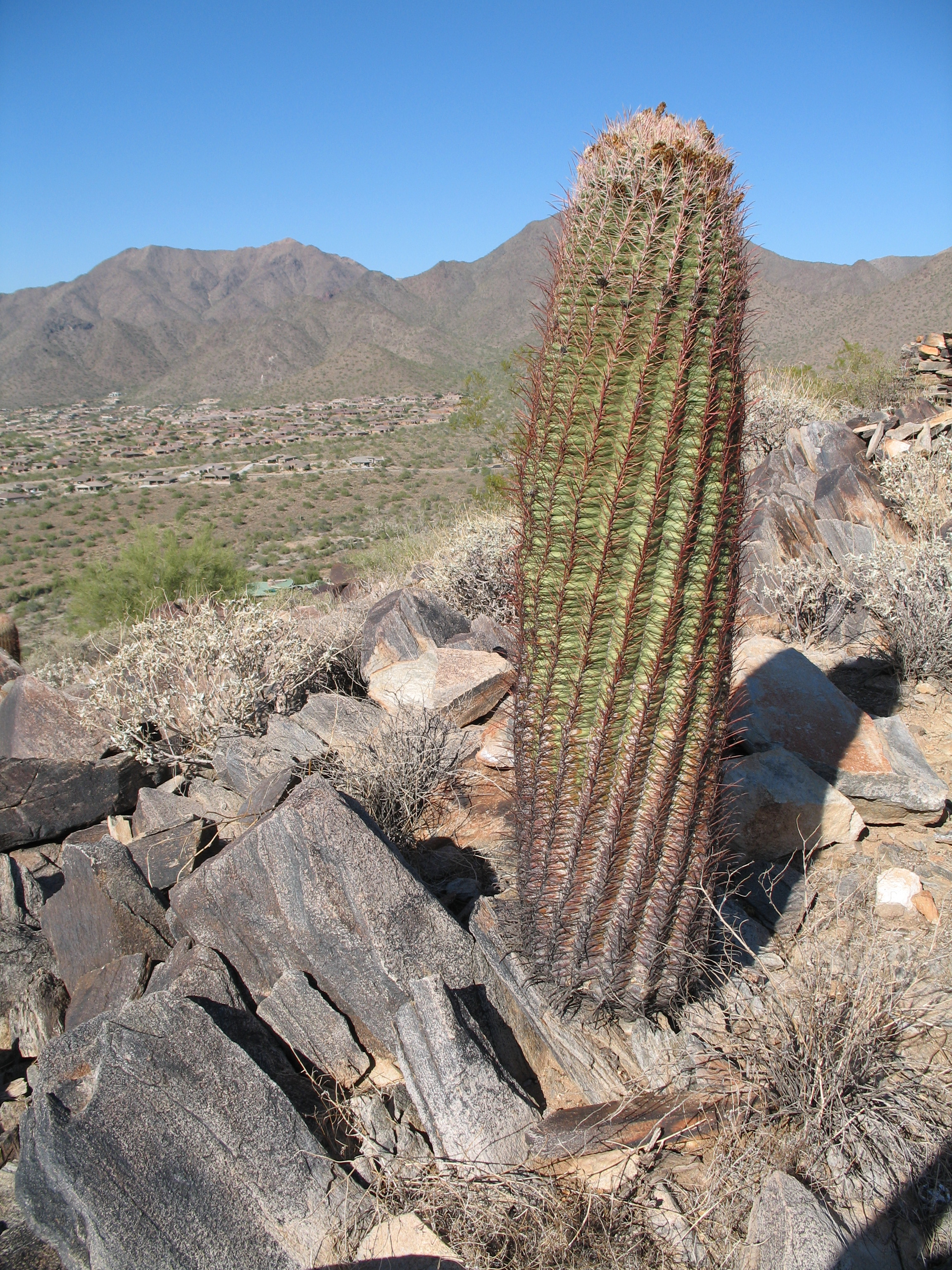
صبار البرميل من أريزونا أحد السمات في دورات نادي الدوحة للغولف.

تم تصميم نادي الدوحة للغولف مع ثمانية بحيرات ذات موقع استراتيجي و65 صبار عملاق تم استيرادها من صحارى أريزونا وأكثر من 10،000 شجرة خضراء وشجيرات والعديد من تشكيلات الحجر الجيري ووفرة من الممرات الخصبة والطويلة والتي كانت كلها مصممة لتقديم تباين مذهل للصحراء التي تحيط بهذا النادي الأخضر للغولف.
| الملامح                                     | المعلومات |
| ------------------------------------------- | --------- |
| النوع                                       | عام       |
| الحفر                                       | 18        |
| عام البناء                                  | 1997      |
| سياسة الضيوف                                | مرحب      |
| موسم الغولف                                 | سنوي      |
| المعادن المسامير مسموح بها                  | لا        |
| نطاق القيادة المتاحة                        | نعم       |
| وضع الأخضر المتاح                           | نعم       |
| إتاحة استئجار عربات النقل                   | نعم       |
| إتاحة استئجار العربات                       | نعم       |
| إتاحة استئجار النوادي                       | نعم       |
| نظام التموضع العالمي                        | نعم       |
| متجر المحترفين                              | نعم       |
| تدريب المحترفين                             | نعم       |
| Golf School                                 | نعم       |
| الترحيب بالأوقات                            | نعم       |
| السعر في أيام العمل                         | 420       |
| السعر في أيام عطلة نهاية الأسبوع            | 650       |
| قبول بطاقات الإئتمان                        | نعم       |
| إتاحة غرفة تغيير الملابس والخزانات والمخازن | نعم       |

| نقطة الانطلاق | المستويات | المسافة  | الانحدار | التقييم |
| ------------- | --------- | -------- | -------- | ------- |
| الأبيض        | 72        | 6640 قدم | 0        | 0       |
| الأزرق        | 72        | 7374 قدم | 0        | 0       |
| الأصفر        | 72        | 6299 قدم | 0        | 0       |
| الأحمر        | 73        | 5693 قدم | 0        | 0       |